# Cshomszongde
A Cshomszongde (hangul: 첨성대, handzsa: 瞻星臺) a dél-koreai Kjongdzsu Történelmi Körzetben álló 7. századi csillagvizsgáló, a legrégebbi hasonló célú építmény a Távol-Keleten. A Cshomszongde csillagok nézésére szolgáló tornyot jelent.

## Története
A 9,17 méter magas tornyot Szondok sillai királynő uralkodása alatt, 632 és 647 között építették. Három részből állː az oszloptalapzatból, a palackként szűkülő hengeres testből és a négyzet alapú csúcsból. Az építmény közel áll a Silla királyság 17. uralkodója, Nemul  halomsírjához.
A hengeres toronytest 27 sor kőből áll. A 13-15. sorban négyszögletes ablakot alakítottak ki. A szépen lekerekített külsővel szemben a kövek belső sarkait nem dolgozták el. Az ablak alatti rész kőtörmelékkel van tele, a felső rész viszont üres. Az építmény tetejére létrán lehetett feljutni. A torony kissé északkeleti irányba dől.
A tervezők számos szimbolikus számot választottak. Az építmény az év napjai számának megfelelő, 365 téglából áll. A 27 sor feltehetően arra utal, hogy Szondok volt a Silla-dinasztia 27. uralkodója. Az alapkővel együtt 28 a kősorok száma, amely megfelel a Kelet-Ázsiában használt 28 ekliptikai csillagképnek. Ha ehhez még a csúcs két sorát is hozzáadjuk, akkor a sorok száma 30 lesz, amely megegyezik a holdhónap napjainak számával. Az ablak felett és alatt 12-12 sor van, ami az év hónapjaira utal. Összegük fontos szám a hagyományos kínai holdnaptárban.
A 20. század elején egy japán meteorológus, Judzsi Vada vetette fel, hogy a torony megfigyelésekre szolgált. 1910-es tudományos értekezésében elképzelhetőnek nevezte, hogy egykor fából készült építmény volt a torony tetején, ahonnan csillagászati órát, megfigyelő ballont működtethettek a koreaiak. Az első tudományos vizsgálatot végző koreai tudós arra az álláspontra jutott, hogy a torony használói a csillagokat figyelték a hátukon fekve az építményből. Az 1960-as években olyan elképzelések is napvilágot láttak, hogy a torony a buddhizmusban fontos Szumi-hegyet idéző oltár volt.
Mivel a csillagászati megfigyelések menetéről és eredményéről nem maradtak hátra feljegyzések, nem tudni, hogyan zajlott a vizsgálódás. Egy régi dokumentum csak annyit közöl, hogy a megfigyelő létrán felmászott, valószínűleg az ablakig, aztán belülről mászott tovább a csúcsig. A csillagvizsgáló ma Dél-Korea nemzeti kincse, a tudósok rendszeresen vizsgálják az állapotát.